# Torynorrhina chicheryi
Torynorrhina chicheryi är en skalbaggsart som beskrevs av Ruter 1980. Torynorrhina chicheryi ingår i släktet Torynorrhina och familjen Cetoniidae. Inga underarter finns listade i Catalogue of Life.